# Leopoldina
Leopoldina – kodeks karny wydany przez Leopolda Habsburga, wielkiego księcia Toskanii, w 1786 roku.
Wydany w duchu oświeceniowym, jako pierwszy europejski kodeks karny uwzględniał postulaty Cesare Beccarii i szkoły humanitarnej. Zniósł kary cielesne, hańbiące oraz karę śmierci. Wprowadził na ich miejsce rygorystyczną karę pozbawienia wolności.
Teren obowiązywania Leopoldiny był ograniczony do niektórych posiadłości Habsburgów we Włoszech, jednak przyczynił się do rozpowszechnienia reformatorskich idei oświecenia w zakresie prawa karnego.